# Chess (programme d'échecs)
Pour les articles homonymes, voir Chess.
Chess est l'un des premiers programmes d'échecs. Créé dans les années 1970 par Larry Atkin et David Slate à l'université Northwestern, Chess tourne sur les superordinateurs de Control Data Corporation.
Il domine les premiers tournois d'échecs des ordinateurs en gagnant la première édition du Championnat nord-américain des ordinateurs d'échecs en 1970 (il gagnera ensuite de la même façon en 1971, 1972 et 1973, sans jamais perdre une seule partie). En 1977, à Toronto, lors du deuxième championnat du monde d'échecs des ordinateurs, Chess 4.6, ne laisse pas échapper la victoire et réalise un score parfait de 4 points sur 4.
Chess est le premier à utiliser la structure bitboard appliquée au jeu d'échecs.
En 1976, Chess 4.5 remporte la classe B du tournoi Paul Masson de Californie du Nord. Sa performance Elo est alors de 1950. C'est la première fois qu'un ordinateur remporte un tournoi « humain ». En 1977, Chess 4.5 remporte l'Open du Minnesota en gagnant cinq parties et en perdant une seule. Le programme réalise alors une performance Elo de 2 271. Stenberg (classé 1969) devient le second joueur de classe A à perdre contre un ordinateur lors d'un tournoi, le premier étant Jola.